# 전역산
전역산(1983년 3월 15일 ~ )은 대한민국의 배우이다. 어린이 뮤지컬 극단에서 연기를 시작하였고, SBS 드라마 《임꺽정》에서 임꺽정의 아들로 브라운관에 데뷔하였다. 전민준으로 개명하였다.

## 학력
- 안양예술고등학교 연극영화
- 수원대학교 연극영화

## 출연 작품

### 드라마
- SBS 《임꺽정》 ... 임백손역
- KBS2 《쌍둥이네》
- KBS2 《진주 목걸이》
- KBS2 《KBS 드라마 스페셜 - 가족의 비밀》 ... 왕태평 역
- KBS2 《드림하이》 ... 조인성 역
- SBS 《로맨스》
- MBC 《세상에서 가장 위대한 일》 ... 한재수 역
- MBC 《용왕님 보우하사》 ... 이우양 역

### 영화
- 《레드아이》 (2005년) ... 규식 역
- 《시라노; 연애조작단》 (2010년) ... 재필 역
- 《악인은 살아 있다》 (2015년) ... 양기태 역
- 《조작된 도시》 (2017년) ... 노준영 역

### 연극
- 《남자충동》 (2017년) ... 유정 역

### 뮤지컬
- 《파랑새》
- 《피피오》
- 《헨젤과 그레텔》
- 《페임》
- 《아가씨와 건달들》
- 《그리스》 ... 소니 역
- 《찰리브라운》 ... 라이너스 역
- 《젊음의 행진》 ... 이상남 역
- 《밴티드》 ... 나레이터 & 아이돌 스타 역
- 《제너두》 ... 텔피시코레 역
- 《난쟁이들》 ... 신데렐라, 왕자2 역

1. ↑  전역산-다음인물정보
2. ↑  전역산-네이버인물정보